# Менины
«Мени́ны» (исп. Las Meninas — «фрейлины»), или «Семья Филиппа IV» — картина Диего Веласкеса, написанная в 1656 году. Одна из самых знаменитых картин в мире, ныне хранящаяся в музее Прадо.
Полотно изображает сцену написания Веласкесом совместного портрета испанского короля Филиппа IV с его супругой и племянницей Марианной Австрийской в присутствии их дочери инфанты Маргариты Терезы со свитой. Сложная и загадочная композиция картины поднимает вопросы об иллюзии и реальности, а также о неопределённости связи между зрителем и персонажами.
«Менины» общепризнанно считаются одной из самых важных и наиболее тщательно изученных картин в истории западного искусства. По словам итальянского мастера барокко Луки Джордано, она представляет собой «теологию живописи», а президент Королевской академии художеств сэр Томас Лоуренс назвал её «подлинной философией искусства». По одной из современных оценок, это «высшее достижение Веласкеса — самоосознанная и тщательно выверенная демонстрация пределов живописи; возможно, самое глубокое высказывание о её возможностях из когда-либо сделанных».

## Исторический фон

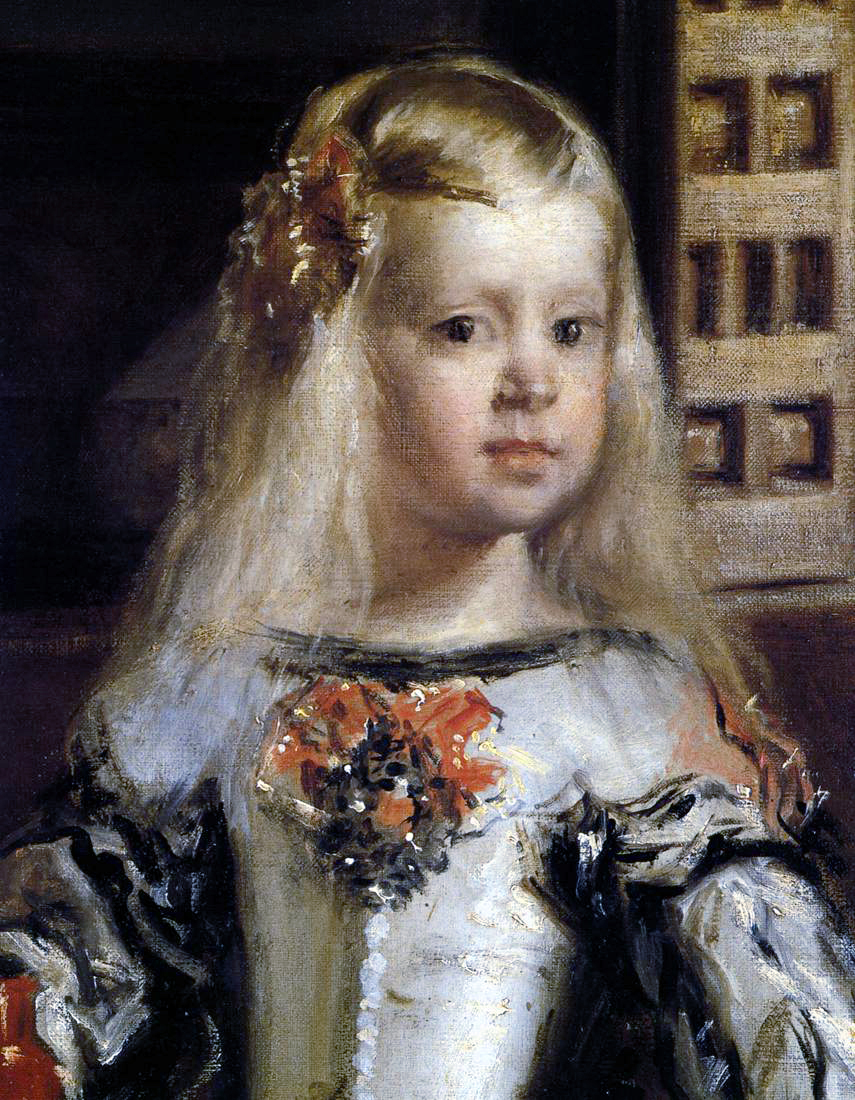
Инфанта Маргарита Тереза

В Испании XVII века художники редко имели высокий социальный статус. Живопись, в отличие от поэзии и музыки, считалась ремеслом, а не искусством, однако Веласкесу удалось сделать удачную карьеру при дворе Филиппа IV. Звание королевского камергера (aposentador mayor del palacio) подняло его статус и принесло материальный достаток, хотя исполнение возложенных обязанностей отнимало слишком много времени. За последние восемь лет жизни Веласкес написал всего несколько картин — в основном портреты королевской семьи. На момент создания «Менин» он пробыл при королевском дворе уже 33 года, будучи не только придворным художником, но и куратором растущей коллекции европейской живописи, под опекой которого были приобретены многие полотна, включая работы Тициана, Рафаэля и Рубенса, составившие впоследствии значительную часть собрания Прадо.
Первая жена Филиппа IV Изабелла Французская умерла в 1644 году, их единственный сын Бальтазар Карлос умер спустя два года после неё. Не имея наследника, Филипп женился на Марианне Австрийской в 1649 году, и ко времени написания «Менин» у них родилась первая и единственная дочь инфанта Маргарита Тереза, будущая жена императора Священной Римской империи Леопольда I. Впоследствии у неё появились братья Фелипе Просперо, умерший в детстве, и будущий король Карл II, последний представитель Габсбургов на испанском престоле.
Филипп отказывался позировать для портретов в пожилом возрасте, однако он позволил Веласексу включить себя в «Менины», содержащие единственный известный совместный портрет монарших особ, написанный художником. В начале 1650-х годов король отдал Веласкесу под ателье главный зал бывших покоев Бальтазара Карлоса, служивший до того дворцовым музеем, в котором и происходит действие «Менин». У Филиппа имелось собственное кресло в ателье, в котором он часто наблюдал за работой Веласкеса. По-видимому, неравнодушный к искусству король имел близкие отношения с художником, несмотря на жёсткий придворный этикет, и после смерти Веласкеса начертал на краю указа о назначении его преемника: «Я сокрушён».

## Описание

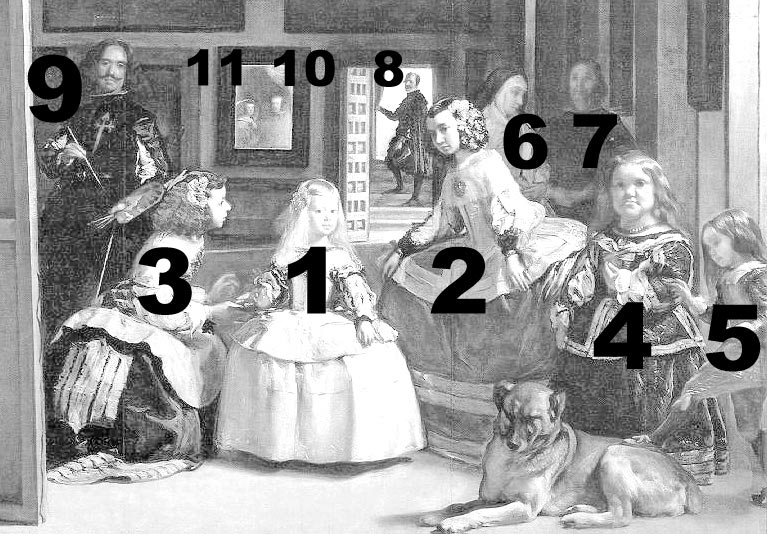
Идентификация персонажей на картине (нумерация по тексту статьи)

Сцена «Менин» представляет собой ателье Веласкеса в Мадридском Алькасаре. Художник пишет портрет Филиппа IV и его супруги Марианны, отражение которых видно в зеркале, висящем на дальней стене.
В центре сцены стоит пятилетняя инфанта Маргарита (1). В её облике концентрируется ощущение блестящего будущего, богатства и семейного счастья, атмосферой которого наполнена картина Веласкеса. Её сопровождают фрейлины (менины) из самых именитых семей — донья Исабель де Веласко (2), приготовившаяся к реверансу, и донья Мария Агустина Сармьенто де Сотомайор (3), подающая инфанте красный кувшин (búcaro) на золотом подносе, преклонив колено. Инфанта не глядя, с королевской небрежностью протягивает руку к кувшину, демонстрируя воспитание, самоконтроль и осознание собственного величия, не свойственные её возрасту. Справа от инфанты два карлика, служившие придворными шутами: страдающая ахондроплазией Марибарбола (Мария Барбола (4)) из Германии и Николас Пертусато (5) из Италии, тормошащий ногой сонного мастифа. Позади них стоит компаньонка инфанты донья Марсела де Уйоа (6) в траурном одеянии, беседующая с её личным охранником (7) (guardadamas).

На заднем плане в дверях виден дон Хосе Ньето Веласкес (8), гофмейстер королевы в 1650-е годы и хранитель королевских гобеленов — возможно, родственник художника. Неясное пространство позади него и хорошо освещённый вход, контрастирующий с тёмной атмосферой ателье, затягивают взгляд зрителя в глубину картины, а зеркало с отражением королевской пары возвращает его обратно, к главному месту действия. По замершему в дверях силуэту Ньето, стоящему на разных ступенях лестницы, трудно сказать с определённостью — входит он или выходит из помещения, хотя, как слуга королевы, он обязан был сопровождать её для открытия и закрытия дверей, так что его приход, вероятнее всего, предвещает окончание сеанса у Веласкаса, на что косвенно может указывать и приготовившаяся к реверансу фрейлина.

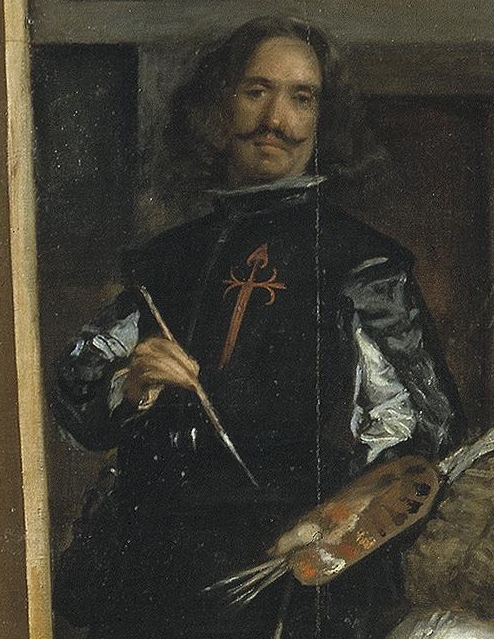
Автопортрет Веласкеса с крестом ордена Сантьяго

Сам Веласкес (9) изображён слева от сцены у мольберта с огромным холстом. Грудь его украшает крест Святого Иакова ордена Сантьяго, который он получил лишь в 1659 году, спустя три года после написания картины. По свидетельству Антонио Паломино, известного как Джорджо Вазари золотого века Испании, Филипп приказал добавить его на картину после смерти Веласкеса, а по некоторым утверждениям «его Величество написал крест самолично». На поясе художника висят символические ключи от его дворцовых помещений. Король Филипп IV (10) с королевой Марианной (11) в отражении зеркала идентифицируются по другим портретам и по свидетельству Паломино.
Общепринятой трактовки картины не существует, но большинство искусствоведов считает, что по сюжету «Менин» королевская пара позирует Веласкесу для совместного портрета, их дочь наблюдает за процессом, а сама картина изображает их взгляд на происходящее. Пять персонажей смотрят прямо на короля с королевой (и, соответственно, на зрителя), вкупе с отражением в зеркале подтверждая их присутствие за пределами пространства картины. По другой версии, в зеркале отражается полотно, над которым работает художник, с крайне необычными для портретной живописи Веласкеса размерами, аналогичными размерам самих «Менин». Эрнст Гомбрих предположил, что необычная композиция картины могла родиться из невинного замечания кого-то из монархов об инфанте, присутствующей на сеансе, как о достойном кисти Веласкеса объекте, а поскольку любые слова, произнесённые государем, считаются приказом, то появление «Менин» могло быть обусловлено мимолётным желанием, воплотить которое в жизнь оказалось лишь под силу гению Веласкеса.
На дальней стене висят картины «Паллада и Арахна» Рубенса по сюжету из «Метаморфоз» Овидия и копия «Аполлона, сдирающего кожу с Марсия» Йорданса, выполненная главным помощником, зятем и последователем Веласкеса Хуаном дель Масо. Расположение картин точно соответствует описи того времени. Оба сюжета связаны с легендами о людях, бросивших вызов богам и поплатившихся за это. Примечательно, что картина с женскими персонажами висит со стороны королевы, а мужскими — со стороны короля.

## Композиция

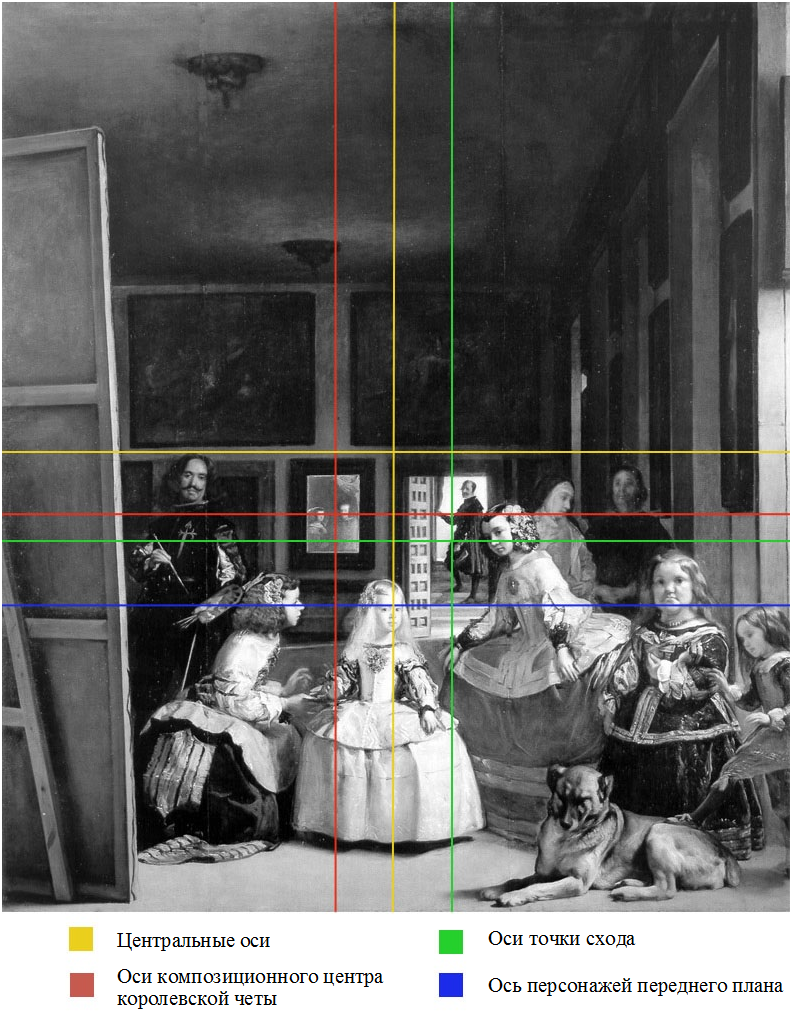
Композиционное деление картины

Композиционный центр картины служил предметом многочисленных дискуссий. Искусствовед Хосе Лопес-Рей находит три таких центра: в инфанте, художнике и отражении королевской пары в зеркале. Лео Штейнберг, соглашаясь с тройственностью композиционного центра, считает причиной его неустойчивости намеренно скрытые линии перспективы, хотя точка схода в локтевом сгибе стоящего в дверях Ньето определяется довольно строго по продолжению линии пересечения правой стены и потолка.
Глубина сцены создаётся с помощью линейной перспективы, частичного перекрытия разноудалённых слоёв и использования светотени, тщательное исполнение которой искусствовед Кеннет Кларк считает ключевым фактором для создания композиции. Свет из окна справа освещает передний план сцены и, по замечанию Мишеля Фуко, невидимую область перед ней, где находятся король, королева и зритель. Хосе Ортега-и-Гассет делит пространство на три части: ближний и дальний планы, освещённые естественным светом, и затемнённый между ними средний. Солнечный свет блестит на золотых волосах карлицы, но поворот головы не фокусирует внимание зрителя на её лице. Таким же приёмом не акцентируются черты лица доньи Исабель — свет лишь мягко касается её щеки, оставляя в тени внешность и платье. Инфанта, напротив, ярко освещена. Лицо обрамлено лёгкими прядями волос, отделяющими её от всего прочего на картине; свет моделирует объёмную геометрию формы, подчёркивая корсет с лифом и юбку с кринолином; тень резко контрастирует с яркой парчой — всё это притягивает к маленькой фигурке основное внимание зрителя.

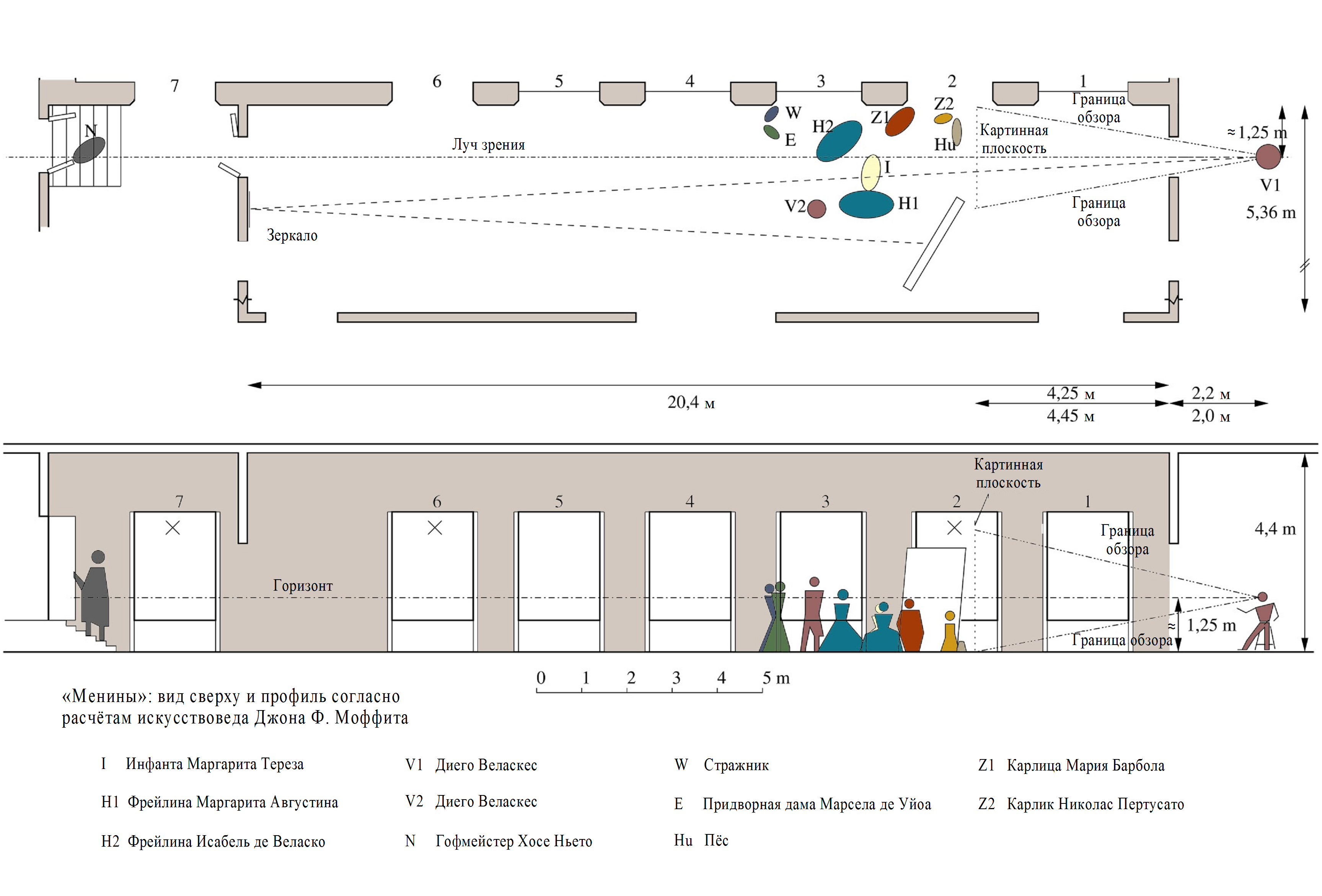
Вид сверху и профиль сцены «Менин» согласно искусствоведу Джону Ф. Моффиту

Большинство персонажей картины сгруппировано попарно. Диагональное противопоставление фрейлин создаёт эффект обособленного пространства между ними, усиливающий доминирование стоящей в нём Маргариты Терезы. Другая диагональ образуется между карлицей и художником, пересекаясь с диагональю фрейлин в точке, где находится инфанта.
Открытое лицо Веласкеса тускло освещено отражённым светом. Он смотрит прямо на зрителя, поэтому черты его внешности, хоть и не столь резко выраженные, видны лучше, чем у карлика, расположенного гораздо ближе к источнику света. С позой художника перекликается поза дона Хосе на лестнице, облик которого остаётся ясно различимым благодаря сильному тональному контрасту светотени, использование которой является смелым композиционным решением для дальнего плана.
Филипп IV и Марианна, хоть и видимые лишь в отражении зеркала, занимают центральное место на холсте, что соответствует социальной иерархии. Строгая геометрическая форма зеркальной рамы привлекает бо́льшее внимание, нежели неполная форма двери или затенённые лица персонажей. Черты внешности монарших особ неразличимы в светящихся овалах на опалесцирующей поверхности зеркала, но они явно обращены к зрителю. Акцент на зеркале усиливается его подсвеченными краями и яркостью отражения, резко контрастирующей с тёмной стеной. По мнению критиков Снайдера и Кона, зеркало необходимо художнику для отражения не королевской пары как таковой, а искусства самого Веласкеса, превосходящего реальность и имеющего большую значимость, чем несовершенная человеческая природа.
На картину, вероятно, оказал влияние «Портрет четы Арнольфини» (1434) Яна ван Эйка, хранившийся в то время во дворце Филиппа и наверняка знакомый Веласкесу, на котором также присутствует зеркало на дальней стене, только выпуклое, искажающее пропорции и деформирующее пространство. По мнению искусствоведа Люсьена Делленбаха, Веласкес сознательно отказывается играть с законами перспективы подобным образом, и вместо этого достигает с помощью зеркала сложного взаимообмена взглядами между художником и королевской парой, раздвигающего границы изображения, приглашая зрителя войти внутрь сцены.

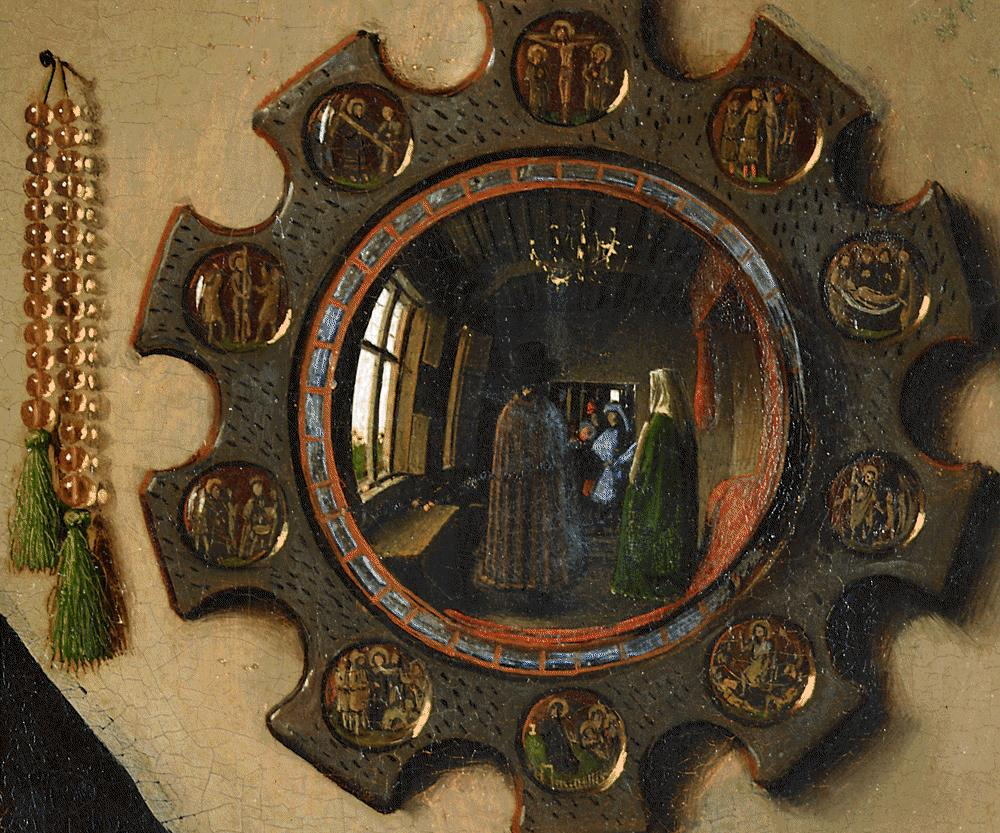
Зеркало на «Портрете четы Арнольфини», отражающее две фигуры за пределами пространства картины, как и на «Менинах»

Сложность композиции усиливает карлик на переднем плане справа, чьё игривое поведение и отвлечённость от происходящего контрастирует с прочими персонажами и создаёт дополнительные визуальные взаимодействия. Неформальность позы, затенённый профиль, тёмные волосы делают его зеркальным отражением делающей реверанс фрейлины.
Архитектурное пространство, несмотря на некоторые двусмысленности, является самым тщательно проработанным во всём творчестве Веласкеса, единственным с изображением потолка. По словам Лопес-Рэя, ни в одной другой работе художник не расширял композицию так далеко за пределы взгляда зрителя — картина, над которой он работает, и король с королевой могут быть лишь представлены в воображении. Стоун пишет: «Невозможно окинуть всех персонажей одним взглядом. И не только из-за размеров в натуральную величину, но и благодаря развороту голов в разные стороны, заставляющему наш взгляд блуждать. Для понимания образов следует рассматривать их последовательно, в контексте разворачивающегося действа, которое ещё не завершено и представляет собой, по сути, совокупность отдельных картин».
На композицию могли повлиять работы Франса Франкена Младшего, Виллема ван Хахта или Давида Тенирса Младшего с изображением высоких особ в галереях, заполненных картинами, как, например, на полотне «Эрцгерцог Леопольд Вильгельм в своей галерее в Брюсселе». Подобный жанр предназначался для прославления не только правителей и элиты, но и самого художника, что могло быть целью Веласкеса при написании картины.

## Анализ
Согласно искусствоведу Доусону Карру, ускользающая сущность «Менин» предполагает иллюзорность как искусства, так и самой жизни в целом. Взаимосвязи между реальностью и иллюзией были одной из центральных проблем в испанской культуре XVII века, наиболее полно раскрытой в романе Сервантеса «Дон-Кихот». С этой точки зрения пьеса Кальдерона де ла Барка «Жизнь есть сон» часто рассматривается как литературный эквивалент картины Веласкеса:
Что жизнь? Безумие, ошибка.
Что жизнь? Обманность пелены.
И лучший миг есть заблужденье,
Раз жизнь есть только сновиденье,
А сновиденья только сны.
(Перевод К. Бальмонта)
По мнению американского писателя Джона Манчипа Уайта, «Менины» можно рассматривать как венец жизни и творчества художника, своеобразное подведение итогов его достижений в живописи. Единственный подтверждённый автопортрет Веласкеса не случайно изображает его во дворце, в окружении монарших особ и придворных. Искусствовед Светлана Альперс предполагает, что Веласкес утверждал этим свой высокий статус придворного живописца, подчёркивая, в частности, что живопись является искусством, а не ремеслом, как обычно считалось в те времена. Это было принципиально важно для Веласкеса, так как правила ордена Сантьяго не допускали членства в нём ремесленников и торговцев.

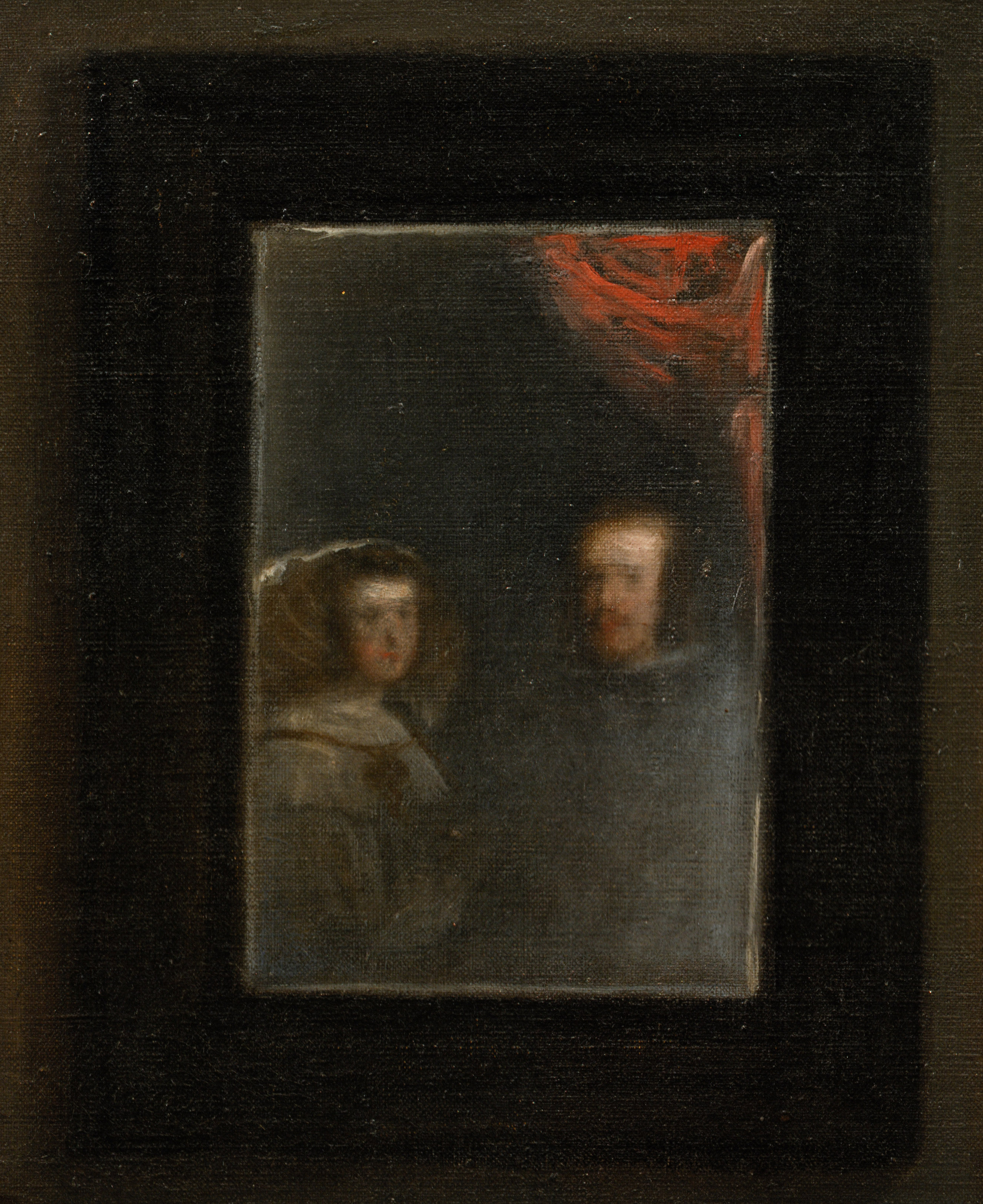
Портрет Филиппа и его супруги Марианны — отражение в зеркале, висящем на дальней стене ателье

Мишель Фуко посвящает анализу «Менин» всю первую главу своей философской работы «Слова и вещи» (1966), где кропотливо описывает картину на языке, «не подверженном влиянию других искусствоведческих текстов», без учёта исторического фона, биографии художника, социального контекста, технических особенностей живописи, возможных источников и влияний при написании картины. Он анализирует замысловатость композиции, заостряя внимание на сложной системе визуальных отношений между художником, моделями и зрителем. Для Фуко «Менины» являются первым признаком рождения новой эпистемы, срединной точкой между двумя великими разрывами в европейской мысли — классической и современной, в которой появляются элементы чистого представления (репрезентации в теории «археологии знания» Фуко), свободного от внешнего воздействия. В целом исследование Фуко посвящено более эпистемологии, в частности, «когнитивному статусу современных гуманитарных наук», нежели искусствоведению, будучи основанным на предпосылке Людвига Витгенштейна о картине как модели реальности.
Многие аспекты «Менин» связаны с более ранними работами Веласкеса, в которых он обыгрывает условности представления. В «Венере с зеркалом» (ок. 1647—1651) — его единственной сохранившейся работой в жанре ню — отражённое лицо модели размыто без всякого реализма, а Купидон держит зеркало под углом, создающим у зрителя впечатление, будто Венера смотрит на него, а не на себя. В ранней работе «Христос в доме Марфы и Марии (1618)» основная сцена видна через раздаточное окно между кухней и гостиной, хотя до реставрации в 1964 году многие искусствоведы полагали, что это либо картина на стене, либо зеркало. В «Триумфе Вакха» (1629) и нескольких ранних бодегонах некоторые персонажи смотрят прямо на зрителя, словно вызывая того на диалог.

## Провенанс и состояние картины
В ранних описях картина упоминалась как «Семейство» (La Familia). Детальное описание «Менин» с идентификацией некоторых личностей впервые сделал Паломино в 1724 году. Инфракрасная спектроскопия картины выявила пентименто, по которым удалось отследить изменения, вносимые художником в работу. Например, первоначально его голова была отклонена вправо, а не влево.
Картина по неизвестным причинам обрезана с обеих сторон. Она получила повреждения при пожаре, уничтожившем Алькасар в 1734 году, и была восстановлена придворным живописцем Хуаном Гарсией де Миранда. При экспертизе 1747—1748 годов картина была указана как недавно восстановленная, с утраченной после пожара оригинальной рамой. Левая щека инфанты была почти полностью переписана в связи со значительной утратой красочного слоя. В 1747—1748 годах картина была включена в состав королевской коллекции. Инфанта в то время ошибочно идентифицировалась как Мария Терезия Испанская — её старшая единокровная сестра (при инвентаризации нового королевского дворца в Мадриде в 1772 году ошибка сохранилась). В 1794 году картине вернули прежнее название «Семья Филиппа IV». В 1819 году она вошла в собрание музея Прадо. В каталоге 1843 года она впервые упоминается под своим современным названием «Менины». Во время гражданской войны в Испании большая часть коллекции Прадо была эвакуирована республиканским правительством в Женеву, и «Менины» экспонировались там на выставке испанских картин 1939 года рядом с «Герникой» Пикассо. В настоящее время из-за большого размера, важности и ценности картина не допускается к участию в выставках.
Со временем красочный слой утратил часть текстуры и оттенков. Из-за воздействия загрязнения исчезли некогда яркие контрасты между синими и белыми пигментами в костюмах менин. В 1984 году с картины был удалён слой пыли, накопившейся со времени последней реставрации в XIX веке, что привело к изменению её внешнего вида и последовавшим в связи с этим яростным протестам, хотя, по мнению Лопеса-Рея, само восстановление выполнено безупречно.

## Влияние

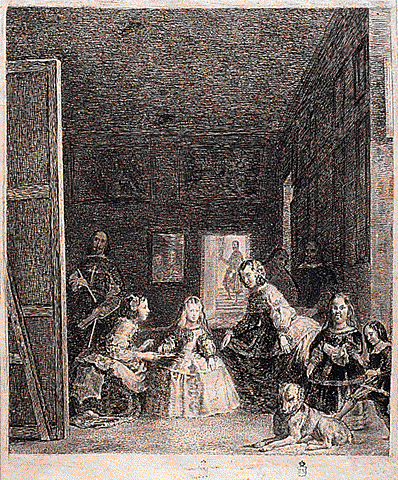
Гравюра Франсиско Гойи

В 1692 году неаполитанский художник Лука Джордано стал одним из немногих, удостоившихся чести осмотреть коллекцию живописи Филиппа IV в его личных покоях, он был крайне впечатлён «Менинами», назвав их «теологией живописи». Картина вдохновила Джордано на написание оммажа Веласкесу (ныне хранится в Лондонской национальной галерее).
Франсиско Гойя выполнил с картины гравюру в 1778 году и позже использовал мотивы «Менин» при написании портрета семьи Карла IV, в частности, разместив королевскую семью в мастерской художника, а самого себя — в левой части полотна.

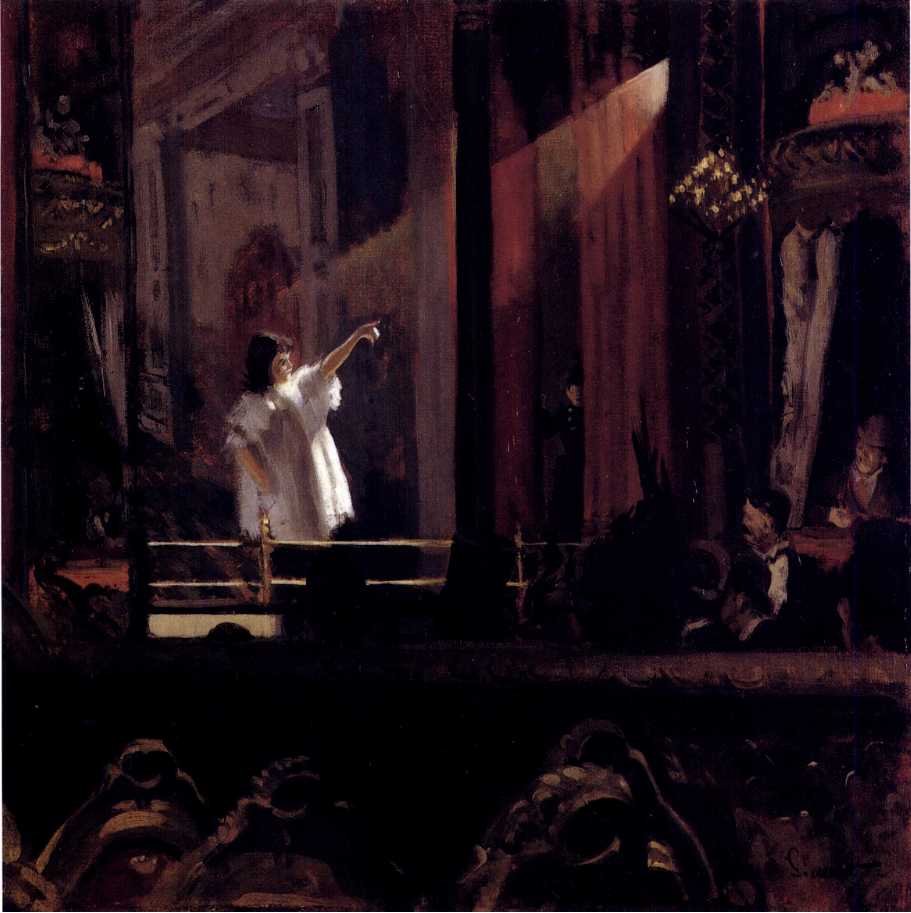
Уолтер Сикерт. Крошка Дот Хетерингтон в Старом Бедфорде, 1888—1889

К началу XVIII века интерес к Веласкесу вышел за пределы Испании, куда направились многие британские коллекционеры в поисках его работ, хотя пик популярности в Великобритании итальянского искусства сосредоточил внимание на картинах художника с явным итальянским влиянием, оставив в стороне работы вроде «Менин». Ситуация поменялась после 1819 года, когда Фердинанд VII открыл королевскую коллекцию живописи для публичного доступа. Джон Сарджент выполнил небольшую копию «Менин» в 1879 году, а спустя три года написал картине оммаж «Дочери Эдварда Дарли Бойта». Сэр Джон Лавери выбрал шедевр Веласкеса в качестве основы для написания портрета королевской семьи в Букингемском дворце (1913). Георг V, наблюдавший работу Лавери над портретом, возможно, вспомнил легенду о написании креста Святого Иакова рукой Филиппа IV и спросил художника о возможности внести свой собственный вклад в портрет. По свидетельству Лавери: «Найдя достойным для Его Величества королевский голубой цвет, я смешал его на палитре и, взяв кисть, король нанёс его на Орден Подвязки». Существует мнение, что полотно вдохновило Оскара Уайльда на написание сказки «День рождения инфанты».
Считается, что картина британского художника Уолтера Сикерта «Крошка Дот Хетерингтон в Старом Бедфорде» (холст, масло, 61 × 61 см, частное собрание Гамильтона Эммонса, Монте-Карло, Монако) написана под влиянием картины Веласкеса. Английский искусствовед Венди Бэрон считала, что безоговорочным доказательством хорошего знакомства Сикерта с «Менинами» является статья, которую Сикерт написал в 1890 году для газеты Whirlwind. В этой статье он отвечал на критику в адрес картины Веласкеса. По мнению Бэрон, именно картина испанского художника подсказала Сикерту включение в изображение второго зеркального отражения, которое содержится внутри первого — в «Крошке Дот» часть зеркала, находящегося в противоположной стороне и также отражающего в себе сцену, видна в правом большом зеркале.
Английский коллекционер Уильям Джон Банкс, путешествовавший по Испании во время Пиренейских войн (1808—1814), приобрёл копию дель Масо, считая её оригинальным эскизом Веласкеса к «Менинам», хотя тот обычно не занимался подготовительными этюдами. В настоящее время копия хранится в особняке Кингстон-Лейси (Дорсет). Высказывалось предположение, что эскиз может принадлежать кисти самого Веласкеса и был выполнен им для получения одобрения короля перед началом работы. Однако эскиз изображает конечное состояние «Менин» и не соответствует раннему, обнаруженному рентгенографией, следовательно, он мог быть написан только позже самого полотна Веласкеса.

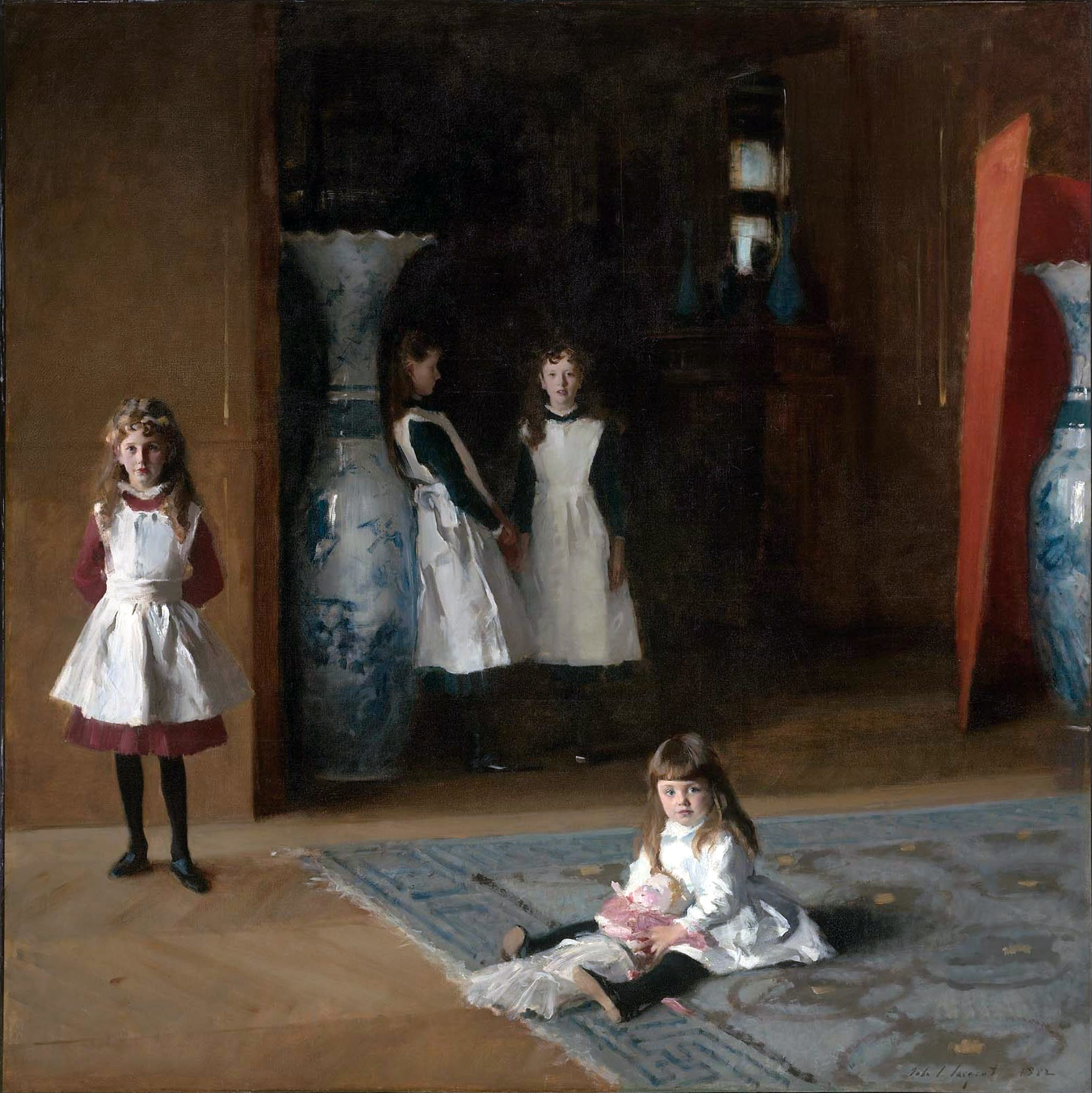
«Дочери Эдварда Дарли Бойта». Джон Сарджент, 1882. Музей изящных искусств (Бостон)

Между августом и декабрём 1957 года Пабло Пикассо написал 58 интерпретаций картины, в настоящее время экспонирующихся в зале Менин музея Пикассо в Барселоне. Пикассо не менял расстановку персонажей, но проявил недюжинную фантазию в экспериментировании над сценой. Согласно описанию в музее, эти работы представляют собой «исчерпывающее изучение формы, ритма, цвета и движения». На гравюре «Менины Пикассо» (1973), собственной вариации картины, Ричард Гамильтон изобразил обоих — и Веласкеса, и Пикассо. Джоэл-Питер Уиткин по заказу Министерства культуры Испании выполнил работу «Менины, Нью-Мехико» (1987), содержащую отсылки к картине Веласкеса и к произведениям других испанских художников.
В 2004 году Ив Суссман сняла короткометражный фильм «89 секунд в Алькасаре», воссоздающий примерно полторы минуты, предшествующие и непосредственно следующие за мгновением, когда королевская семья с придворными собралась в точную конфигурацию, соответствующую картине Веласкеса.
Прошедшая в 2008 году в музее Пикассо выставка «Забывая Веласкеса: Менины» представляла произведения искусства, так или иначе связанные с картиной Веласкеса, включая среди прочих работы таких художников, как Франсиско Гойя, Хуан Карреньо де Миранда, Сальвадор Дали, Пикассо, Ричард Гамильтон, Масо, Франц фон Штук, Ив Суссман, Джоэл Питер-Уиткин, Майкл Крейг-Мартин, Вик Мюнис, Хорхе Отейса, Антонио Саура, Авигдор Ариха и Фермин Агуайо.
В 2009 году музей Прадо запустил в интернете проект, позволяющий изучать «Менины» в ультравысоком разрешении.
В 2010 году в галереях современного искусства Эрарта более тридцати петербургских художников представили свои вариации на тему «Менин».
В 2013 году Паола Волкова в книге «Мост через бездну» посвящает картине Веласкеса главу «Менины».